# Dick Lyon
Richard Avery "Dick" Lyon (født 7. september 1939 i San Fernando, Californien, USA, død 8. juli 2019) var en amerikansk roer.
Lyon vandt en bronzemedalje i firer uden styrmand ved OL 1964 i Tokyo. De tre øvrige medlemmer af amerikanernes båd var Geoffrey Picard, Ted Mittet og Ted Nash. Den amerikanske båd kom ind på tredjepladsen i finalen, hvor Danmark vandt guld, mens Storbritannien tog sølvmedaljerne. Otte år senere var han også med ved OL 1972 i München, hvor han sammen med Larry Hough udgjorde den amerikanske toer uden styrmand, der sluttede på 9. pladsen.

## OL-medaljer
- 1964:  Bronze i firer uden styrmand